# Lasse Eriksson

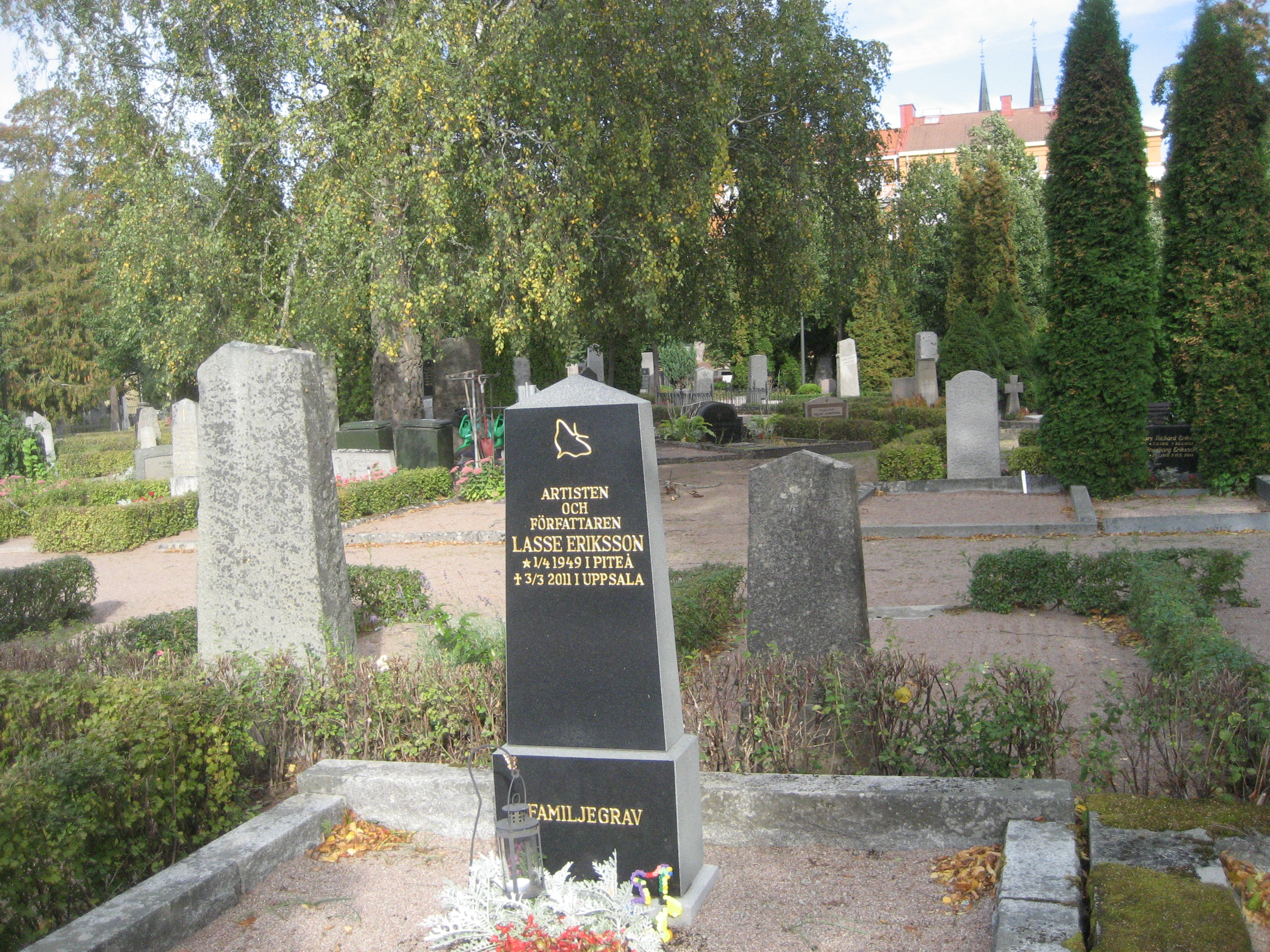
Graven på Uppsala gamla kyrkogård.

Lars Gunnar (Lasse) Eriksson, född 1 april 1949 i Piteå i Norrbottens län, död 3 mars 2011 i Uppsala, var en svensk artist och författare.

## Biografi
Eriksson tog en fil. kand. i ekonomisk historia vid Uppsala universitet innan han inledde sin teaterkarriär på 1970-talet, då han spelade med Panikteatern i Uppsala. År 1983 gjorde han tillsammans med Omnibus kammarblåsare showen Vad varje kvinna bör veta om män. År 1984 blev han känd för TV-publiken med sina personliga betraktelser i Dagsedlar, som var korta avsnitt på fem minuter där han hade sällskap av hunden Hillman. Åren 1985–1986 var han programledare för Café Luleå, i början av 90-talet för Låt kameran gå och 2002 lagledare i Snacka om nyheter.
Det är främst som ståupp-komiker Eriksson blev känd. Han komponerade och skrev flera visor, bland annat den kända Stället, en stillsam betraktelse över glesbygdsmänniskans vardagstankar.
1998 deltog Lasse i På Spåret tillsammans med Ulrika Knutsson. Laget blev tvåa. 
Eriksson var med och satte upp ståupp-revyn Spik på Vasan 1992 och han samarbetade med Iwa Boman i showerna Jägare och jungfrur, typ 1995 och Är du för eller emot EMU 2000. Under flera år kunde man höra Eriksson i radioprogrammet Telespånarna på söndagsmorgnarna.
Eriksson avled på scenen under en föreställning av Fyra lyckliga män 2 på Reginateatern i Uppsala.
Han gravsattes på Uppsala gamla kyrkogård den 17 mars 2011.
Han efterlämnade hustru och barn.

## Teater

### Roller (ej komplett)
| År   | Roll        | Produktion                  | Regi          | Teater        |
| ---- | ----------- | --------------------------- | ------------- | ------------- |
| 1992 | Medverkande | Spik, revy                  |               | Vasateatern   |
| 2000 | Börje Frisk | Maken till fruar Ray Cooney | Bo Hermansson | Oscarsteatern |

## Diskografi
Eriksson producerade flera egna skivor och medverkade även på andra produktioner:
- Fyra lyckliga män
- Palt fiction
- Breda vägen
- Vad varje kvinna bör veta om män
- 100 svenska visor (endast medverkan)
- Ståupp (endast medverkan)